# Starstreak
I missili Starstreak sono armi a corto raggio per la difesa aerea, dell'azienda Shorts, l'unica azienda britannica impegnata in questo settore.
Essi sono stati pensati, nonostante l'impiego per affrontare necessità simili, con una filosofia totalmente diversa da quella delle armi precedenti, interrompendo drasticamente la linea evolutiva della serie Blowpipe/Javelin/Starburst.
Lo sviluppo dell'arma è partito nel 1984 con un contratto di sviluppo di ben 356 milioni di sterline.

## Tecnica e filosofia dello Starstreak
Come detto nelle pagine relative a queste armi, il problema maggiore, una volta risolto il nodo del miglioramento del sistema di guida, è rimasto quello di avere un missile molto più veloce del tipo precedente.
Per ottenere questo è stato utilizzato un concetto totalmente diverso da quello seguito da qualsiasi altro SAM, a corto od a lungo raggio che fosse.
Lo Starstreak è basato su di un motore a razzo a 2 stadi, che viene lanciato da un tubo di lancio ermeticamente chiuso, sistemato su una rampa di vario genere, singola o multipla.
La massa totale del missile, come anche le dimensioni, sono di 20kg per un diametro di 130mm e lunghezza di 140cm. L'arma è quindi dello stesso peso del missile Mistral, ma è più corta e molto più tozza. Essendo un'arma così pesante, non è agevole da lanciare da spalla, ma solo a partire da apparati di lancio leggeri.
Il missile è contenuto dentro un tubo di lancio sigillato garantito per 10 anni in condizioni di conservazione standard.
Una volta che il missile viene lanciato, un deflettore cambia la direzione di una piccola parte dei gas, deviandoli lateralmente e facendo imprimere al missile un'azione di rotazione, che consente il dispiegamento delle alette di controllo dello stadio principale. 

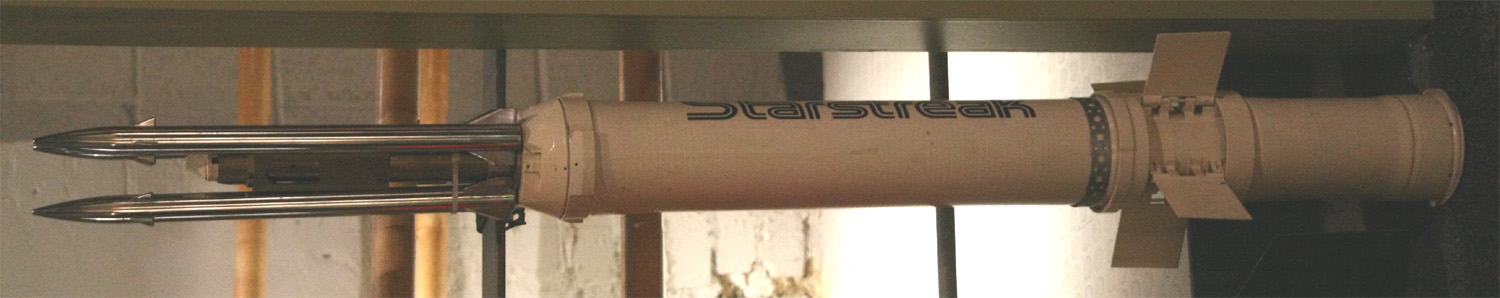
la struttura particolarissima del missile, con i dardi esposti, qui in un mock-up esposto in una fiera aerospaziale

Dopo che il secondo stadio ha terminato l'accelerazione, il missile rilascia la sua testata bellica. Per quanto accade, grazie anche allo sgancio pressoché immediato del booster del primo stadio, il missile è arrivato a una velocità straordinaria, mach 3,5-4, ovvero un'energia cinetica di circa 4 volte superiore a quella dei missili standard della categoria.  L'accelerazione è talmente bruciante che occorrono appena 3,5 secondi per raggiungere i 3km.
A quel punto si staccano dalla parte anteriore 3 dardi. Le dimensioni delle armi in parola, estremamente contenute, sono le seguenti: diametro circa 30mm, lunghezza 40 cm, peso di 1,5kg.
Essi sono contenuti e protetti dentro l'ogiva, ma subito dopo il lancio essa si apre letteralmente in 2 petali, scoprendo le armi. Ognuno è costituito da un corpo metallico, in lega di tungsteno, con alette di guida e di stabilizzazione, una testata esplosiva ad alta densità (per massimizzare la potenza esplosiva a parità di volume), un sistema di guida laser su fascio (con sensore sito posteriormente alla struttura) e, particolare non trascurabile quanto indispensabile, una batteria di guida.
Non v'è invece un motore (davvero non ve ne sarebbe spazio né bisogno), ma in ogni caso i dardi sono guidati dal fascio laser del lanciatore e procedono tutti nella stessa direzione, a circa 1 metro distanti tra di loro, come una sorta di costellazione triangolare. La differenza tra un sistema di guida su fascio e uno semiattivo è che nel primo caso vi è un sensore di prua, che percepisce il punto di riflessione sul bersaglio, mentre nel secondo caso vi è un sensore di coda che percepisce se si stia mantenendo dentro il fascio di onde di guida, e nel caso manovra per rientrare al suo interno secondo una logica proporzionale. Il fascio è puntato ovviamente verso il bersaglio. Se nel caso dei sistemi di guida radar per missili contraerei hanno perso interesse nel caso di missili antiaerei, i sistemi laser su guida a fascio hanno attualmente un discreto successo operativo.
In termini di guida, il sistema è chiamato ATT (Automatic target tracking), che permette un inseguimento automatico con una camera termica abbinata al sistema laser. In questo modo è il sistema che 'vede' l'obiettivo e lo attacca di conseguenza.
La guida è automatizzata, con fascio laser a bassa intensità che rende i dardi 'consapevoli' di essere o meno nel settore di cielo desiderato, con la capacità di attaccare i bersagli in ogni direzione. La velocità è tale da rendere praticamente irrilevante le prestazioni degli aerei rispetto all'ordigno, minimizzando il tempo di volo e quindi migliorando la gittata pratica. Il raggio è tra i 300 metri e i 7km, e come quota da 0 a 5km in altezza.
Lo Starstreak ha una capacità secondaria contro bersagli a terra. Non è un'arma anticarro, ma ha una tale velocità che potrebbe perforare agevolmente con i dardi standard la corazza dei mezzi blindati leggeri. Anche i missili antiaerei portatili di tipo precedente sono utilizzabili in qualche modo contro bersagli a terra.
I dardi continuano a volare verso il bersaglio, cercando di colpirlo. La loro efficacia è legata alla sola azione di contatto, perché non hanno una spoletta di prossimità, troppo complesso miniaturizzarla in un congegno del genere. La testata bellica ha una potenza adeguata perché esplode dentro il bersaglio.
I modelli di lanciatore sono l'SL (shoulder Launched, lanciato a spalla), LML (lightweight Multiple Launcher, lanciatore multiplo leggero) per veicoli, e SP (Self Propelled, auto.propulso) con veicolo blindato o meno, di lancio.
Il sistema LSL ha un tripode da 16kg, sistema termico da 6kg, sistema di puntamento da 9kg, sistema di sostegno da 19,5kg, il tutto si chiama ASPIC. Il sistema di lancio ha tre missili pronti al fuoco.
In sostanza il missile Starstreak è letteralmente un'arma MIRV, con 3 testate, e al tempo stesso un missile tristadio, praticamente una struttura normalmente utilizzata dai missili strategici balistici, che sono all'estremo opposto per complessità e peso rispetto a questa categoria di armi.

## Operatività
In termini di servizio il missile è arrivato in linea molto tempo dopo la Guerra Fredda, con l'entrata in linea nel 1997 dei primi modelli. In termini di armi consegnate, entro il 1998 di 135 missili. In seguito l'arma è stata consegnata in quantità maggiori, con armi consegnate in lanciatori singoli, trinati e ottupli a seconda delle installazioni.
In tutto vi sono varie versioni sviluppate dal progetto base e contemplano essenzialmente i lanciatori:
- SP HVM: Un veicolo basato sullo scafo dell'Alvis Stormer, entrato in servizio nel 1997, armato con 8 missili pronti al lancio e 12 armi di ricarica interne, con un sistema di visione a immagine termica. Esso è chiamato ADAD, apparato di ricerca ad infrarossi con lunghezza d'onda di 8-12micron. In tal modo si può sostituire un sistema radar che per quanto moderno, può essere disturbato o colpito da missili, oltre che localizzato da sistemi di allarme aeroportati.

Un aereo può essere localizzato a 20km e un elicottero a 8. L'autore di questo sistema di localizzazione e inseguimento bersagli è la compagnia Thales, ed esso è sistemato tra i 2 lanciatori ottupli e ha una connessione diretta con il computer di bordo in maniera di puntare automaticamente la torretta verso il velivolo.
- LML: Lightweight Multiple Launcher (LML) con 3 lanciamissili sistemati sopra un veicolo leggero 4x4.
- ATASK (Air To Air Starstreak): È la versione adattata per un uso da parte degli elicotteri, sviluppato in un programma coordinato con la McDonnell Douglas e la Lockheed Martin, a cominciare dal 1995. Ancorché non ancora in servizio, esso è stato sperimentato su di un elicottero AH-64 Apache con vari test coronati da successo, contro bersagli sia fissi che volanti.

Da notare che gli elicotteri americani hanno già gli Stinger, per giunta assai più leggero. Abbinato al radar Longbow della versione 'D', il missile viene orientato verso il bersaglio da colpire.
- Seastreak: Vi sono anche 2 tipi di impiego navale, con un lanciatore da un uomo con 6 missili in 2 gruppi di lancio, e un sistema automatico simile ad un vero e proprio CIWS. Nonostante un peso molto inferiore rispetto ai sistemi di artiglieria, hanno una gittata di diverse volte maggiore e un tempo di intervento, come anche di autonomia di fuoco, del tutto paragonabile.
- THOR: un'altra attrezzatura di lancio di recente avvento contempla una torretta per veicoli leggeri, con una massa di 500kg, 4 missili e una camera termica di ricerca.

I missili Starstreak hanno avuto almeno un successo di export, con una commessa sudafricana del 2002.
In UK, lo Starstreak presta servizio in 2 reggimenti ciascuno su 3 batterie di 12 lanciatori l'una (non è chiaro se ottupli, tripli o singoli), in fase di integrazione in un network che comprende anche i missili Rapier semoventi, e che ha comportato negli ultimi anni una serie di contratti come quello per il CARACAL, uno degli schemi operativi studiati.
I sistemi eliportati e navali non sono stati oggetto di contratti operativi. Anche lo sviluppo di un sistema IFF di tipo avanzato è stato oggetto di costosi contratti con varie industrie inglesi del settore avionico ed elettronico.

## Valutazione operativa dello Starstreak
In termini di efficacia il missile Starstreak è un'arma di notevoli capacità operative. I 3 dardi, che volano a 1 metro circa di distanza l'uno dall'altro, compresi nel fascio del laser a bassa intensità (e difficilmente rilevabile da sensori di allerta) sono estremamente veloci, invulnerabili ai classici flare di disturbo, impossibili da localizzare otticamente (ovvero vedendo la scia del motore a razzo, perché esso esaurisce subito la spinta) e dotati di una struttura durissima, in tungsteno. Dispongono di una carica esplosiva ad alta densità posteriore, una serie anteriore di alette di piccole dimensioni che sono capaci nondimeno di controllare le armi al punto da permettere di inseguire aerei in manovra ad alto numero di 'G' anche a 7 km di distanza.
Essi, una volta centrato il bersaglio, esplodono in profondità causando danni catastrofici. Anche come armi anticarro essi sono micidiali, avendo dimostrato la capacità di perforare le corazze di veicoli blindati leggeri.
Sarebbe sufficiente che il missile fosse dotato, tra le 3 testate, di una di queste munita al posto dell'esplosivo, di un nucleo di tungsteno o uranio impoverito e l'alta velocità dello Starstreak potrebbe permettere di perforare anche un carro armato.
La guida viene eseguita dal sistema di puntamento laser, ma con un sensore termico che insegue il bersaglio, l'arma è quindi 'lancia e dimentica', ovvero all'operatore rimane solo la possibilità di interrompere il fascio laser se identifica il bersaglio come amico nel frattempo, cosa impossibile con un sensore infrarosso di autoguida sistemato sul missile che opera in maniera totalmente autonoma, con i vantaggi e svantaggi relativi. A questo tipo di sistemi di guida la Shorts non ha mai creduto, per vari motivi più o meno condivisibili (e attuali, visti i progressi dei sistemi IR moderni).
In pratica, il missile ha una velocità tale da rendere trascurabile la differenza, normalmente rilevante, tra i missili e i cannoni alle brevi distanze. In quanto ai dardi, essi sono a tutti gli effetti dei proiettili guidati. Se l'OTO Melara ha approntato recentemente il proiettile DAVIDE per i cannoni da 76mm radiocomandati, con proiettile sub-calibrato, la realizzazione dello Starstreak 10 anni prima ha richiesto sfide tecnologiche anche più difficili da risolvere, dimostrando che le tecnologie per realizzazioni simili esistono già da molti anni a prescindere dalle applicazioni. I dardi dello Stastreak sono infatti altrettanto piccoli e veloci come quelli da 76mm DAVIDE, e l'accelerazione è quasi altrettanto bruciante di quella di un proiettile di cannone.
Pur essendo comparabile in massa, il missile Starstreak è del tutto diverso dal Mistral, e ha tentato una via del tutto diversa da quella della tradizione, e potenzialmente poteva andare incontro ad un disastro totale, ma forse la presenza dello Starburst ha reso possibile contenere gli eventuali effetti del suo fallimento.
Un missile antiaereo di questo tipo, mai usato in guerre reali, è di difficile valutazione pratica. Esso è la tipica dimostrazione delle soluzioni di filosofia inglese, efficienti e macchinose, assai pesanti. Tuttavia, va detto che il missile, simile in dimensioni al Mistral, non è necessariamente migliore. L'accelerazione dell'arma è prodigiosa anche perché l'ogiva si apre subito, causando una maggiore resistenza aerodinamica con i dardi esposti assieme alla struttura di sostegno. I propellenti chimici moderni ad alta energia sono evidentemente di elevatissime caratteristiche, perché la velocità raggiunta è in ogni caso molto superiore  a quella di un normale missile spalleggiabile.
La struttura dello Starstreak è complessa, e se un sistema IR di autoguida non è installato nel missile, esso viene usato ugualmente, ben più complesso, nell'unità di lancio, assieme al puntatore laser e a un computer. Ci si potrebbe chiedere anche il perché sviluppare una testata trinata, con ogni elemento dotato di un sistema di guida, invece di una testata singola, con un proiettile guidato più grande e potente, e certamente più economico.
In export dal 1999 esso ha avuto un solo successo di servizio, mentre ha perso ripetutamente in Brasile, Singapore e altre nazioni dove è stato offerto in competizione con i missili russi o francesi.
Certamente è un'arma pesante e costosa per il ruolo che svolge, ma le versioni come quelle CIWS navale sono estremamente interessanti tecnicamente parlando, e verosimilmente anche in termini operativi. In ogni caso, esso resta, soprattutto per il costo, un sistema non molto gradito dal mercato, con un totale di munizioni ordinate di circa 7000 che ripartiscono con costo unitario elevatissimo i soldi usati per lo sviluppo e la acquisizione dell'arma.